# Quaestiones Plautinae
I Quaestionum Plautinarum libri, o più semplicemente Quaestiones Plautinae, sono un'opera di Marco Terenzio Varrone, non pervenuta, appartenente al gruppo di studi storico-letterari e filologici dell'erudito reatino.
Formata da 5 libri, l'opera riguardava i vari problemi di critica sul teatro del commediografo Tito Maccio Plauto.